# Impacto ambiental de la pesca
Aquel impacto ambiental de la pesca incluye cuestiones tales como la sobrepesca, la captura accesoria y los impactos sobre el medio ambiente tanto de las explotaciones pesqueras como de la industria pesquera.

## Potenciales impactos ambientales
Desde la Segunda Guerra Mundial, la demanda grande y creciente de pescado para el consumo humano, ha fomentado una presión creciente sobre los recursos de la pesca. Las innovaciones tecnológicas han permitido aumentar la pesca de 20 millones de toneladas en 1950 a más de 90 millones de toneladas en 1990, utilizando buques pesqueros de largo alcance, y explotando nuevas poblaciones marítimas y las especies pelágicos de poca profundidad.
Sin embargo, la tasa de aumento de la pesca mundial total ha disminuido desde los años 60, y se estima que el potencial biológico actual de la producción de pescado es aproximadamente 100 millones de toneladas.
Se pueden esperar aumentos solo limitados en la pesca marina, que constituye el 80% de la producción total de pescado, porque la mayoría de las poblaciones comerciales parecen estar completa, o excesivamente, explotados. La producción de la pesca de agua dulce, que constituye el 10% de la producción total, tiene poca probabilidad de expandirse, porque ésta, también, ha llegado a su límite biológico en muchas áreas. La piscicultura tiene el mayor potencial para aumentar la producción, pero existen muchos problemas ambientales.
Como la demanda está acercándose a los límites de la producción, muchos recursos pesqueros están sufriendo deterioro. La pesca excesiva está agotando ciertas poblaciones, y las otras actividades humanas influyen en la productividad de la pesca en los sistemas de agua dulce, salobre y salada. Estos impactos atentan contra las operaciones de pesca tradicionales y comerciales, así como la actividad recreativa y el turismo. La contaminación procedente de las áreas industriales, urbanas y agrícolas, el uso de la tierra en las cuencas hidrográficas y el manejo de las aguas están ejerciendo impactos negativos en la pesca. Este artículo analiza los efectos directos para el medio ambiente, de las operaciones de captura y acuicultura, así como los impactos ambientales externos que están afectando a los recursos pesqueros.

### Pesca de captura

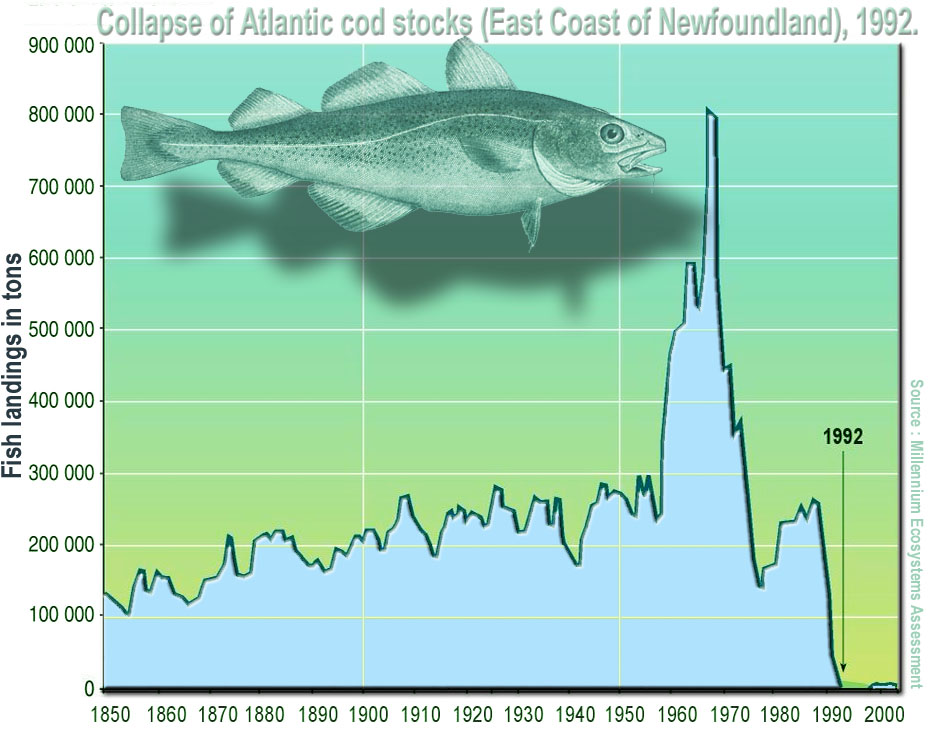
El bacalao atlántico (Gadus morhua) fue gravemente sobreexplotado en el Atlántico norte (especialmente en Terranova) durante la década de 1970 y 1980, lo que provocó su colapso a partir de 1992.

El principal efecto ecológico negativo directo de la pesca de captura es la explotación excesiva. La pesca desmesurada no sólo degrada la población de los peces objetivos, cambiando su tamaño y estructura, sino que también influye en las otras especies, relacionadas con la cadena de alimentos. Además el uso de ciertos equipos y prácticas de pesca, que no atrapan exclusivamente la especie deseada, o que destruyen los hábitat, perjudica o mata, involuntariamente, las especies no objetivo.
La pesca a la rastra es de especial preocupación, porque al arrastrar las redes en el fondo del mar, las comunidades bénticas sufren daños. Pueden ser importados los daños que las anclas y los buzos causan a los arrecifes de coral, pueden atrapar y matar los peces, innecesariamente (este hecho se conoce como la "pesca fantasma"). Esta casi universalmente prohibido emplear explosivos y venenos, pero algunos pescadores todavía los utilizan. No sólo se desperdician los peces que se matan, indistintamente, sino que estas prácticas pueden destruir los hábitat (p.ej. los arrecifes de coral). Finalmente, como resultado de la intensificación de la actividad pesquera, se aumenta el riesgo de la contaminación de petróleo y combustible, a causa de los derrames casuales.
La pesca recibe una gran variedad de impactos ambientales, a raíz de las actividades humanas. Es limitado el efecto del hombre sobre el ambiente de los mares y su condición es razonablemente buena, todavía. Sin embargo, en los sistemas costaneros y de agua dulce, es manifiesta la degradación sustancial causada por el hombre.
Son evidentes los efectos del manejo de los recursos acuáticos de tierra adentro, y del uso de la tierra, tanto localmente, como aguas abajo, y, a menudo, se los siente hasta en los ecosistemas costaneros. Los cambios en el uso de la tierra, como la tala de los bosques y la mayor actividad agrícola, afectan, con frecuencia, la cantidad y calidad del agua que ingresa a la capa superior de la misma, causando, a su vez, un impacto en las poblaciones acuáticas. La construcción de represas y reservorios, programas de riego, y medidas para controlar inundaciones, interrumpen el modelo de inundación temporal, que requieren muchos peces para su reproducción y crecimiento, además de cambiar los caudales temporales, alterar la calidad del agua, e interrumpir o destruir los hábitats de los peces. Se puede compensar la pérdida de la pesca de río y de la zona aluvial, por lo menos en parte, introduciendo peces a los reservorios.
La contaminación de los ríos, lagos y mares con las aguas servidas, afluentes industriales, lluvia ácida y químicos agrícolas, puede reducir la tasa de supervivencia de los organismos acuáticos, contaminar el pescado y los crustáceos, y crear problemas para la salud humana. La eutrofización causada por los insumos ricos en alimentos, como los fertilizantes, los detergentes domésticos y las aguas negras no tratadas, puede provocar mortandad masiva de los peces, o una disminución gradual en sus poblaciones, cambios en la composición de las especies, y florecimiento de las algas y fitoplanctones; estos, a su vez, obstruyen las redes, y pueden ser tóxicos para el ser humano. Otra fuente de contaminación son los residuos no biodegradables (p.ej. materiales plásticos); al aumentar su concentración, pueden constituir un peligro serio para los peces que ingenien, o que se enredan en estos desechos.
Los ecosistemas costaneros, incluyendo los esteros, pantanales, áreas de hierba marina, saladares y arrecifes de coral, son hábitat muy productivos y juegan un papel muy importante, protegiendo contra las olas y mareas altas, y contra la inundación y sedimentación proveniente de la tierra. Muchas áreas sufren daños, o se destruyen, debido a la creciente población y desarrollo económico de la franja costanera. A menudo, estas actividades de desarrollo influyen en los caudales de los ríos y causan acumulación de limos y sedimento en las zonas de producción, las áreas de pesca y los arrecifes de limos y sedimento en las zonas de reproducción, las áreas de pesca y los arrecifes de coral. El dragado, la recuperación de tierra, el drenaje de los tierras húmedas y la destrucción de los manglares puede destruir, directa o indirectamente, las zonas importantes de reproducción y crianza de los peces. La contaminación procedente de la explotación petrolera costa afuera y el transporte naval, pueden ensuciar las redes, matar o corromper el pescado y arruinar los hábitat acuáticos.

### Pesca de cultivo
Al manipular los sistemas naturales, los proyectos de acuacultura y maricultura tienen, con frecuencia, la posibilidad de producir mayores impactos ambientales que la pesca de captura.
El efecto más obvio es el desbroce del terreno y el establecimiento de las piscinas. Esto puede causar gran destrucción en las áreas costaneras, como los pantanos de mangles y otros tierras húmedas, que son muy frágiles. A menudo, se valorizan menos las funciones de producción y protección de estas áreas, y se desestima su importancia para la economía local. Son especialmente perjudiciales los sistemas que consisten en grandes áreas de piscinas y un mínimo de insumos, debido a la gran extensión de terreno que se requiere. A menudo, se construyen las piscinas en los terrenos planos y marginales, que tienen poco valor económico o ecológico. Sin embargo, éstas pueden impedir el uso tradicional del terreno (ej: pastoreo temporal, agua para el ganado) que es de mucha importancia para la población local.
Las piscinas, al alterar el flujo del agua y afectar el reabastecimiento del agua freática, pueden causar efectos positivos y negativos en cuanto a las condiciones hidrológicas locales. Los estanques que se ubican en los canales naturales de los ríos, por ejemplo, puede ayudar a reducir las inundaciones en el área inmediata, servir como una trampa para los sedimentos y, por filtración, aumentar la humedad del suelo. Si están en una zona que tiende a inundarse, el agua que los diques desvían de las piscinas puede causar inundaciones en otros lugares.
Es fundamental administrar, adecuadamente, el agua de las áreas donde se practica la piscicultura, porque los estanques pueden reducir la cantidad de agua que está disponible para otras necesidades competitivas, como el riego , o el uso doméstico, o industrial. Al desviar los ríos hacia las piscinas de acuacultura , se pueden trastornar las fuentes tradicionales de agua potable, y los sitios utilizados para lavar ropa. Al aprovecharla para los estanques, se puede agotar el agua subterránea local. En general, se debe evitar el establecimiento de las piscinas de acuacultura que utilicen las existencias escasas de agua superficial y subterránea, especialmente en las áreas áridas, a menos que se pueda integrar la piscicultura con otros usos del agua (ej: reutilizar el agua de los estanques para riego, o criar los peces en jaulas, dentro de los canales de riego).
Las aguas servidas de las piscinas pueden contaminar los ambientes acuáticos cercanos. El grado de la contaminación dependerá de la calidad del agua del estanque, y las características de las aguas que la reciben. El tipo y la intensidad de manejo del estanque, la oportunidad de la renovación del agua y los insumos de fertilizantes y químicos, determinarán la calidad del agua de las piscinas. Casi siempre, esta agua será pronunciada si se han agregado fertilizantes y alimentos a la piscina, para aumentar la productividad de los peces. Asimismo, los químicos que se utilizan en los estanques (para la esterilización, control de malezas, insectos y enfermedades, normalización de la calidad del , y el control de los peces indeseables), pueden contaminar las aguas locales. La calidad de las aguas de recepción en el momento en que se descargue el contenido de las piscinas, y sus capacidades de dilución y dispersión, determinará el efecto del afluente del estanque en el ambiente acuático circundante.
Con frecuencia, se pueblan las piscinas con las lardas y los juveniles que se han capturado, localmente. Esto puede agotar las poblaciones silvestres, y perjudicar las operaciones de pesca de captura en el área.
Otros impactos negativos potenciales de la piscicultura se originan en el uso de las especies exóticas: se producen efectos negativos en las especies nativas silvestres a raíz de la difusión, mediante las especies exóticas, de las enfermedades y los parásitos, o la fuga de los peces del estanque. Asimismo, la propagación selectiva tiene un impacto potencial a largo plazo, porque se reduce la diversidad genética dentro de las poblaciones de los peces.
Finalmente, las piscinas pueden causar un aumento en las enfermedades de la gente del área, al servir de hábitat para los vectores que viven en el agua, o que tienen alguna relación con ésta, como los caracoles (esquistosomiasis) y los mosquitos (malaria, dengue y otros arbovirus).
Si bien las operaciones de piscicultura, que se practican empleando redes o jaulas, tienen pocos impactos negativos potenciales, éstas pueden causar problemas si se intensifican, excesivamente. Puede crecer la concentración de los corrales hasta tal grado que se impida la navegación, se restrinja la circulación del agua, y se reduzca su calidad. Igualmente, las balsas o pilotes que se instalan para cultivar los animales no móviles pueden constituir peligros para la navegación.
Los factores externos que influyen en la acuacultura son similares a los que molestan a la pesca de captura . Incluyen las actividades agrícolas, industriales, municipales o de transporte, que reducen la cantidad o calidad del agua, o aumentan su carga de sedimentos. El agua proveniente de los campos con riego, o el aflojo de los otros terrenos agrícolas, que contienen fertilizantes o pesticidas, también afectará la calidad del agua de los estanques.

### Procesamiento y transporte
Los impactos indirectos de los proyectos de piscicultura provienen del procesamiento y transporte del pescado y los crustáceos (ver la sección "Procesamiento de Alimentos"). El afluente de las plantas procesadores de pescado tiene un alto contenido de materia orgánica (menudos y sangre), aceite y grasa, bacteria, nitrógeno y sólidos suspendidos. Al descargar este afluente a las que aguas que no lo pueden diluir y dispersar los desperdicios, adecuadamente, se puede causar condiciones anaeróbicas y matar a los peces; producir mayor turbiedad y afectar los corales, la hierba marina y otros organismos; provocar depósitos de sólidos, sofocando a los animales que viven en el fondo; originar aceité y grasa, motivando problemas ambientales y estéticos; y se pueden contaminar los peces crustáceos.
El procesamiento del pescado requiere, a menudo, grandes cantidades de agua, y puede competir con las otras demandas que deberán satisfacer las existencias del líquido.
Es un proyecto grande, el procesamiento y el transporte del pescado puede requerir una gran infraestructura, incluyendo caminos, instalaciones portuarias y suministro de energía y agua (para hielo, refrigeración, etc). Esto causa su propio impacto, y se presenta en más detalle en las siguientes secciones: "Caminos Rurales": "Sistemas de Transmisión de Energía Eléctrica"; "Caminos y Carreteras" e "Instalaciones para Puertos y Bahías".

## Temas especiales

### Aspectos socioeconómicos
Cualquier proyecto de pesca debe preocuparse, tanto por el manejo adecuado del recurso, como por el mejoramiento del bienestar de los pescadores, piscicultores y los vendedores y consumidores de mariscos y la prevención de los impactos socioeconómicos negativos sobre ellos. Si bien el desarrollo de la pesca puede tener efectos beneficiosos para la alimentación humana en el área, el crecimiento de la pesca comercial para la exportación a los mercados externos puede reducir la calidad o cantidad de pescado que esté disponible para el consumo local, compitiendo con los pescadores locales y, destruyendo o dañando los hábitats acuáticos. Al introducir la economía del dinero efectivo a los programas de desarrollo de la pesca rural, los estilos tradicionales de vida, los modelos de uso de los recursos y las economías de subsistencia pueden ser trastornados o arruinados. Finalmente, se crean riesgos para la salud de la población, si los mariscos están contaminados o corrompidos, o, en el caso de las piscinas, si se crea un hábitat para los vectores de las enfermedades acuáticas.
Para integrar, tanto los aspectos técnicos, como las necesidades socioeconómicas, la comunidad debe participar, activamente, en la planificación y ejecución de las actividades de desarrollo. Esto aumenta la probabilidad de que los recursos pesqueros sean manejados adecuadamente, porque, a menudo, se encuentra que los métodos tradicionales tienen una base de prácticas sustentables. Además, esto ayudará a asegurar que los recursos pesqueros se compartan, equitativamente, entre los grandes y pequeños productores. Asimismo, se debe asegurar que los beneficios se acumulen, en forma justa, para los diferentes grupos sociales, y que los intermediarios no perjudiquen a los pescadores. También, en cuanto sea posible, se debe dar preferencia a la mano de obra local, y no a la importada.

### Salmonicultura
Uno de los impactos ambientales de la salmonicultura es el rol que ésta tendría en la eutrofización de los océanos, debido a su aporte de nutrientes a la columna de agua provenientes tanto del alimento peletizado como de los desechos orgánicos producidos por los peces confinados. Si bien la relación entre los fenómenos de floraciones algales nocivas como la marea roja y la salmonicultura ha sido un tema disputado —puesto que también existen otras actividades humanas, como la agricultura y la urbanización del borde costero, que descargan nutrientes a los sistemas acuáticos—, de todas formas no ha dejado de ser un flanco de críticas de la actividad salmonera, particularmente después de la crisis de la marea roja de 2016 que afectó a la Región de Los Lagos.
Otra de las acusaciones también ha apuntado al alto uso de antibióticos por parte de la industria chilena —principalmente en comparación con los productores noruegos— y los consiguientes riesgos asociados al excesivo uso de antimicrobianos. En 2014 la industria salmonera chilena utilizó 567 toneladas de antibióticos, cantidad 1500 veces superior a lo que utilizó Noruega ese mismo año. La alta dependencia en antimicrobianos por parte de empresas chilenas se debe a la presencia de una enfermedad bacteriana en las aguas chilenas —Septicemia rickettsial salmonídea (SRS)— que no está presente en el país nórdico. En 2019 la cantidad total fue de 304 toneladas, la cifra más baja desde 2011.

### Piscicultura en estanques
Aunque en teoría es un negocio prometedor, la piscicultura de estanque soporta un alto índice de fracasos. Las causas más comunes de tales fracasos se relacionan con su ubicación inadecuada y el manejo incorrecto. Si el sitio es inconveniente, pueden ocurrir problemas con el suelo, el suministro de agua, el drenaje, y conflictos en cuanto al uso que se da a la tierra. El aspecto del manejo que tiene mayor importancia, es el lavado del estanque, o, cambio del agua, algo que deberá ser realizado con suficiente frecuencia para prevenir el deterioro de su calidad.
Estos factores tienen especial importancia para los estanques que están ubicados en las tierras húmedas de la costa, cuyos suelos saturados (si son ricos en pirita y materia orgánica) pueden volverse ácidos si se exponen al aire, o al agua muy oxigenada. Se baja la producción cuando el agua de la laguna es muy ácida, o su calidad se deteriora de alguna otra manera. En gran parte de las tierras húmedas costaneras (ej: los manglares y saladares), da la impresión de que el terreno esté "sin uso" y, por lo tanto, disponible; cuando los existentes se vuelvan improductivos, se limpia más terreno para los estanques. El ciclo comienza de nuevo, produciendo el síndrome denominado la "acuacultura ambulante". La operación de estas piscinas no es solamente antieconómica, sino también , injustificable, porque, a menudo, su productividad es menor que la del ecosistema natural que se eliminó.
Los factores institucionales influyen en la tasa de éxito de los proyectos de piscicultura de estanque. Se ha comprobado que el sector privado tiene más éxito en esta área, que la intervención de los gobiernos. Si se considera que la piscicultura es factible, se debe hacer esfuerzos por fomentar la inversión de parte de la empresa privada.

### Introducción de especies exóticas
Constituye una práctica problemática para la piscicultura o pesca de captura, la introducción de las especies exóticas. Su introducción o trasplante no sólo ha tenido menos éxito de lo planificado, sino que su efecto neto puede ser negativo. Al introducir las especies exóticas a los ambientes nuevos, casi siempre existe el riesgo de causar competencia con las especies nativas, o, conducta predatoria contra ellas. Las especies exóticas se introducen para aumentar la productividad de la pesca, sin embargo, pueden causar una pérdida neta de producción, reduciendo las poblaciones de las especies nativas. Además, las especies exóticas tienen la posibilidad de introducir enfermedades y parásitos al ambiente acuático local. En general, no se debe apoyar la introducción de estas especies para la pesca de captura y, las operaciones de piscicultura de estanque, deben hacerse con sumo cuidado, solamente después de tomar las precauciones necesarias.